# Freisbach
Freisbach is een plaats in de Duitse deelstaat Rijnland-Palts, en maakt deel uit van de Landkreis Germersheim.
Freisbach telt 1.157 inwoners.

## Bestuur
De plaats is een Ortsgemeinde en maakt deel uit van de Verbandsgemeinde Lingenfeld.

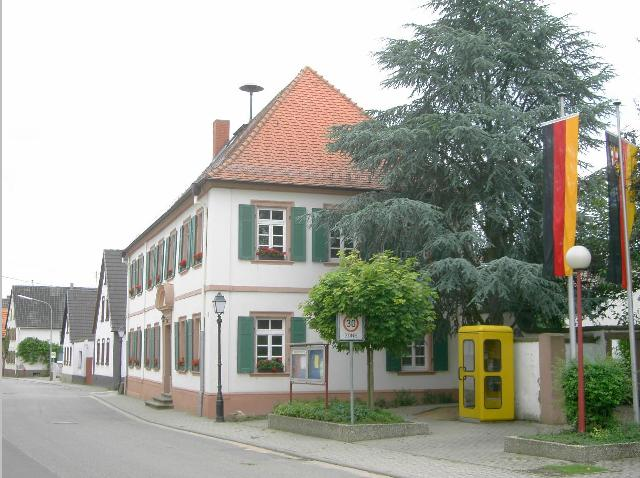
Raadhuis
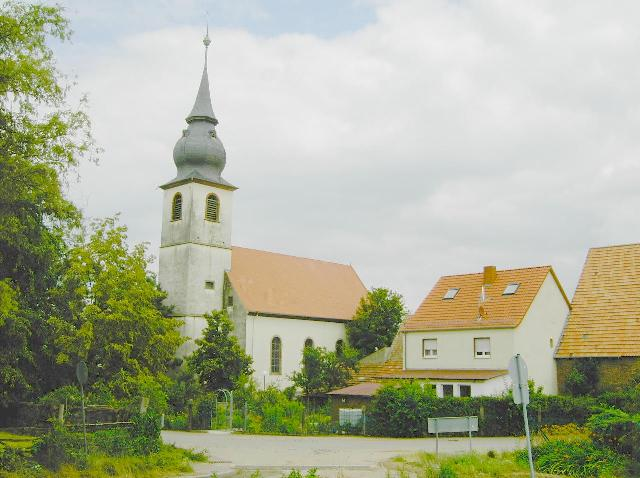
Kerk